# Mosquer menut
El mosquer menut o papamosques americà petit (Empidonax minimus) és una espècie d'ocell de la família dels tirànids (Tyrannidae) que cria als boscos del Canadà i nord dels Estats Units, passant l'hivern a Mèxic i Amèrica central.